# Местеакан (Ботошани)
Местеакан (рум. Mesteacăn) насеље је у Румунији у округу Ботошани у општини Корни. Oпштина се налази на надморској висини од 301 m.

## Становништво
Према подацима из 2002. године у насељу је живело 473 становника, од којих су сви румунске националности.